# أنطونيو كريوس
أنطونيو كريوس (بالإسبانية: Antonio Creus)‏ (و. 1924 – 1996 م) هو سائق فورمولا 1، ومتسابق دراجات نارية، ومهندس، وسائق سباق إسباني، ولد في مدريد، توفي في مدريد، عن عمر يناهز 72 عاماً.

## سباقات أو مراحل فاز بها
| التاريخ | السباق | المركز |
| ------- | ------ | ------ |